# Small Planet Airlines (Litauen)

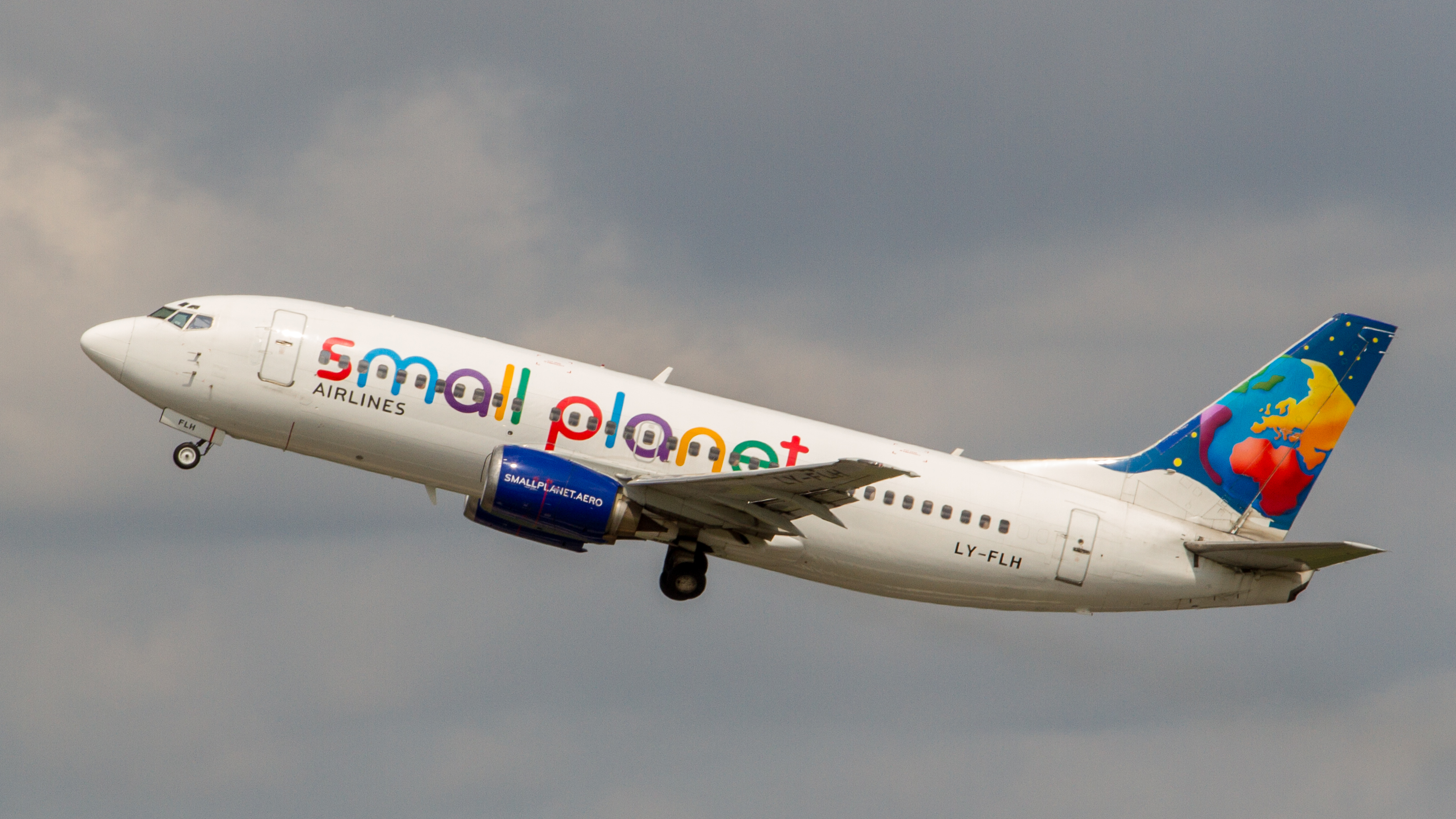
Boeing 737-300 der Small Planet Airlines

Small Planet Airlines war eine litauische Charterfluggesellschaft mit Sitz in Vilnius und Basis auf dem Flughafen Vilnius. Sie war ein Tochterunternehmen der Small Planet Group.

## Geschichte
Small Planet Airlines wurde im Jahr 2010 als Nachfolgerin der insolventen FlyLAL Charters gebildet und übernahm neben einem Teil des Personals drei Boeing 737-300 und eine Boeing 757-200 aus deren Beständen. Weitere Boeing 737-300 folgten im Jahr 2011 und 2012. Die gleichzeitig angekündigte, zeitnahe Modernisierung der Flotte begann jedoch erst 2013 mit der Einflottung von drei Airbus A320-200.
Im April 2013 kauften die Manager der Gesellschaft, Vytautas Kaikaris und Andrius Staniulis, 99,5 Prozent der Anteile von der Avia Solutions Group des litauischen Unternehmers Gediminas Žiemelis ab. 2014 wurden die verschiedenen Small Planet Airlines in der Holding Small Planet Group gebündelt. Ende 2015 wurde die letzte Boeing 737-300 ausgeflottet, die Flotte bestand zu diesem Zeitpunkt aus acht Airbus A320-200.
Um das saisonal schwankende Chartergeschäft auszugleichen, arbeitete Small Planet Airlines mit der kambodschanischen Sky Angkor Airlines zusammen und stellte dieser für die Wintersaison 2014/15 zwei, für die Wintersaison 2015/16 vier und für die Wintersaison 2016/17 einen Airbus A320-200 zur Verfügung. Damit wurden chinesische Ziele bedient. Ende 2017 wurden zwei Airbus A320-200 an die neugegründete kambodschanische Schwester abgegeben.
Im September 2018 musste die deutsche Tochter der Small Planet Airlines Insolvenz anmelden. Dies hatte auch Auswirkungen auf die polnischen und litauischen Gesellschaften, da geplante Einsätze für die deutsche Tochter wegfielen und somit die Flotten reduziert werden mussten. Infolgedessen musste auch die polnische Tochter am 8. Oktober und die Muttergesellschaft am 23. Oktober desselben Jahres Insolvenz anmelden. 
Am 23. Oktober 2018 gab Small Planet Litauen bekannt, dass man im Winter mit acht Maschinen operieren werde, davon vier in Europa und je zwei in Thailand und Kambodscha.
Der Antrag auf ein Sanierungsverfahren wurde vom zuständigen Gericht in Vilnius abgelehnt, infolgedessen entzog die litauische Zivilluftfahrtbehörde Small Planet Airlines am 28. November 2018 das Luftverkehrsbetreiberzeugnis. Der Betrieb musste am 29. November 2018 eingestellt werden.

## Flugziele
Small Planet Airlines bot ACMI-Leasing sowie Voll- und Ad-hoc-Charter für andere Fluggesellschaften und Reiseveranstalter an. So bediente sie Reiseziele in Europa.

## Flotte
Mit Stand November 2018 bestand die Flotte der Small Planet Airlines Litauen aus sechs Flugzeugen mit einem Durchschnittsalter von 14,1 Jahren.
| Flugzeugtyp     | Anzahl | bestellt | Anmerkungen                                     | Sitzplätze |
| --------------- | ------ | -------- | ----------------------------------------------- | ---------- |
| Airbus A320-200 | 6      | –        | zwei geleast von Afriqiyah Airways drei inaktiv | 180        |